# Ayuntamiento de Sacramento

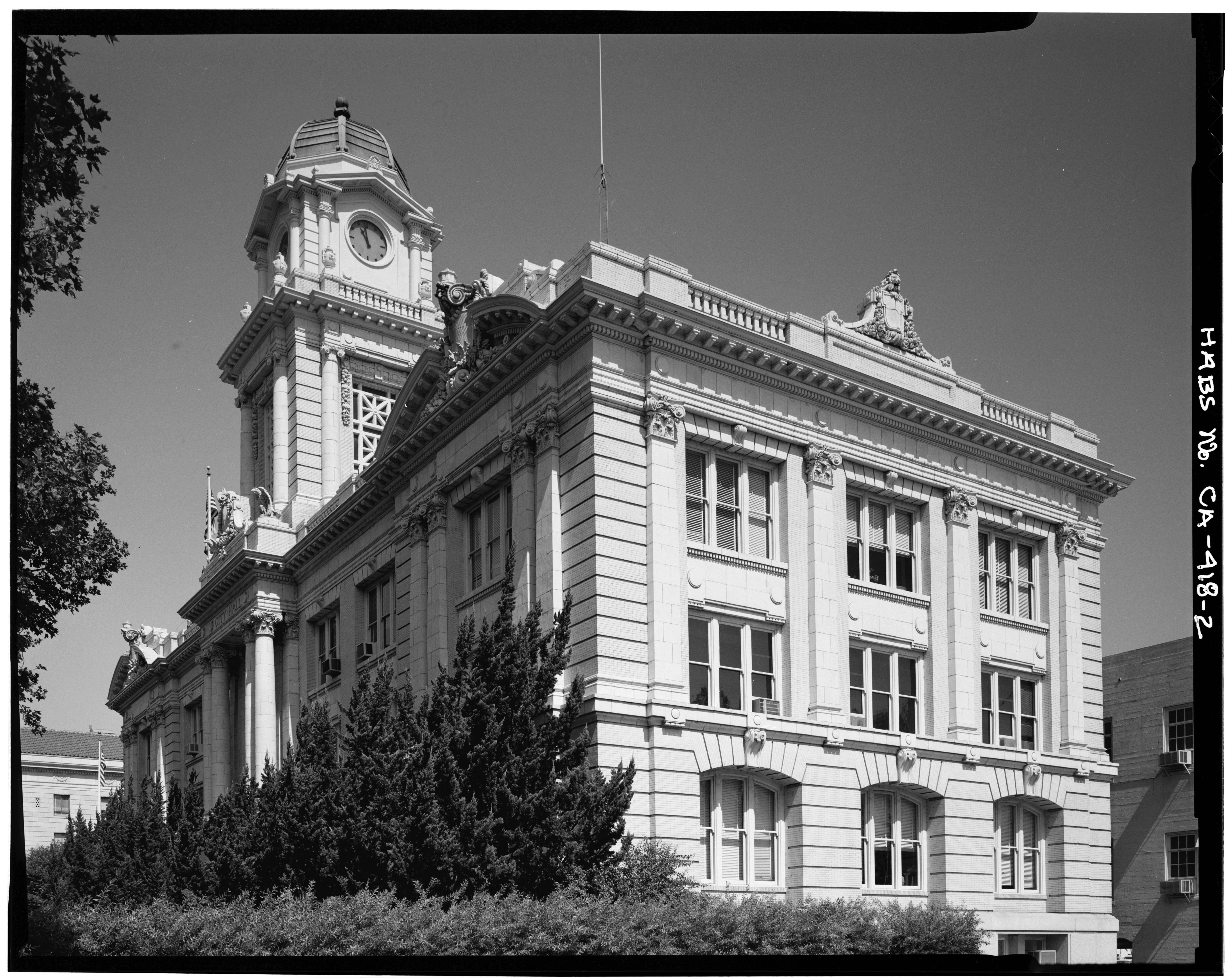
Ayuntamiento de Sacramento, 1981.

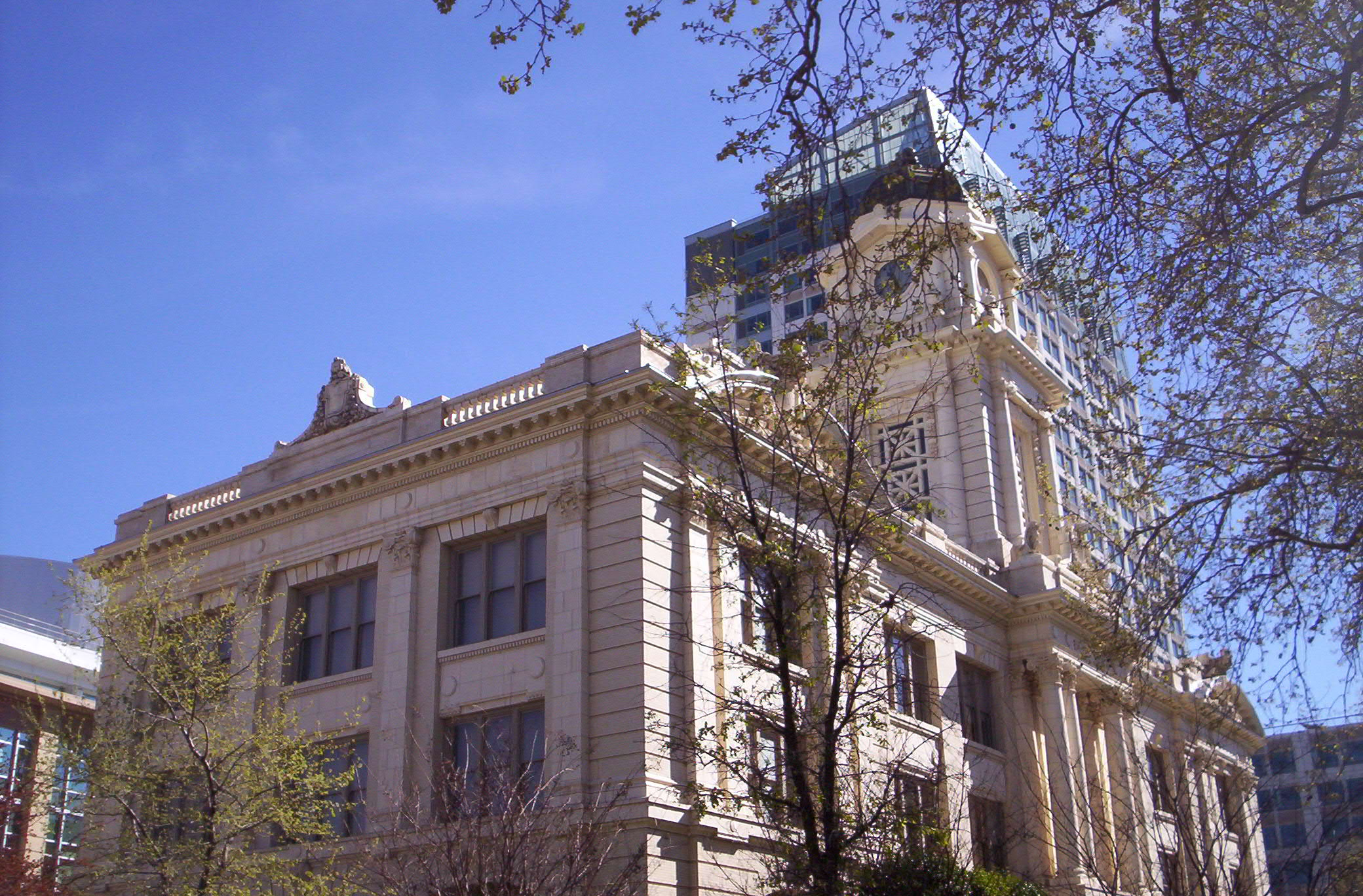
Ayuntamiento de Sacramento, 2008.

El Ayuntamiento de Sacramento es un edificio de cinco pisos y 267.000 pies cuadrados que combina estructuras modernas e históricas en Sacramento, California. El edificio puede albergar hasta 730 miembros del personal. El destacado arquitecto local Rudolph A. Herold diseñó el edificio en 1908. Terminado en 1909, el edificio está ubicado en 915 I Street. Pasó por una importante restauración de $ 11 millones de 2003 a 2005. La restauración fue parte de un proyecto general del centro cívico de $60 millones con el ayuntamiento como piedra angular. Otra parte del proyecto del centro cívico fue la construcción de un estacionamiento subterráneo para 170 autos. Ahora alberga todas las funciones municipales importantes de la ciudad.

## Servicios municipales
- Oficina del alcalde
- Cámaras del Ayuntamiento
- Oficina del abogado de la ciudad
- Auditor de la ciudad
- Secretario de la ciudad
- Código de ciudad
- Empleo
- Administrador de la ciudad
- Tesorero de la ciudad
- Códigos y políticas
- Directores de departamento
- Biblioteca de registros

## Departamentos de la ciudad
- Desarrollo comunitario
- Servicios Culturales y de Convenciones
- Desarrollo económico
- Departamento de Bomberos de Sacramento
- Departamento de Finanzas
- Servicios Generales
- Recursos humanos
- Tecnologías de la información
- Parques y Recreación
- Departamento de Policía de Sacramento
- Trabajos públicos
- Utilidades